# 馬模足球會
馬模足球會（瑞典語：Malmö Fotbollförening），簡稱馬模FF或馬模，本地簡稱為MFF，是一支位於马尔默的瑞典職業足球會。球會隸屬斯堪尼足球總會，主場球場是瑞典銀行球場 。球會的顏色是天藍色和白色。馬模成立於1910年2月24日，是瑞典最成功之球會，奪標次數冠絕全國。球會以26次成為奪得瑞典超級足球聯賽次數最多的球會，亦曾23次贏得瑞典錦標及16次本土盃賽冠軍，皆是全國之冠。他們曾殺入1979年歐洲冠軍球會盃決賽，但以0–1不敵英格蘭球會諾定咸森林。這亦是至今唯一的瑞典足球會打入該賽事的決賽，因而獲頒瑞典日報金牌。
馬模運行開放會員制，每年的常務會議是最高決策體系。會議通過會計及董事會兼主席選舉。目前球會主席為赫根·耶普松，於2010年選出。日常運作由一名直屬主席的董事總經理負責。球會以29,263億瑞典克朗的總資產成為截至2015年瑞典最富有球會。
馬模現時是瑞超衛冕冠軍，並名列瑞典歷史總積分榜的榜首（截至2014年）。球會在1944年首次贏得聯賽冠軍。1970年代是球隊最輝煌時期，他們五奪瑞超冠軍及四奪瑞典盃冠軍。球會的主要對手是希爾星堡和哥登堡，還有現時身處低組別的IFK馬模。MFF球迷會是馬模的官方球迷會。球會亦曾在媒體拍攝特輯，包括足球紀錄片《真正的藍》（Blådårar）1及2。

## 歷史

### 早年

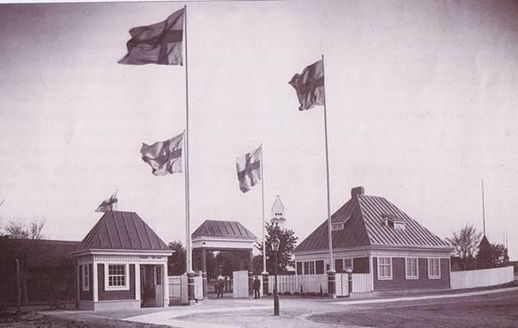
馬模IP，是球會的首個主場球場，於1910年至1957年間使用。

球會由一名市政倡導者在1905年提出成立，以鼓勵馬爾摩的年輕人參與團體足球。其中一支青年隊體育足球會（Bollklubben Idrott）是馬模的前身。1909年，體育隊加入新成立的IFK馬模，但雙方因種種問題而分裂。1910年2月24日，19名體育隊的代表成立馬模足球會，創會主席是雲拿·馬天遜（Werner Mårtensson）。
球會在首十年參加本土和地區組別賽事，由於當時沒有官方的全國聯賽，他們主要參加一個城市組別賽，名為「馬模錦標賽」（Malmömästerskapen）。他們亦參加斯堪尼的地區賽事，又與丹麥球會約戰。1916年，馬模首次打入斯堪尼地區賽事「地區錦標賽」（Distriktsmästerskapen），但以3:4不敵宿敵希爾星堡。球會在當拿曾三度擊敗同市宿敵IFK馬模，並因此被非正式封為馬爾摩的最佳球會。1917年，馬模首次參加瑞典錦標賽以競逐瑞典錦標，但首場比賽便以1:4不敵IFK馬模。球會一直參與此項盃賽至1922年，在1920年曾殺入八強，但被蘭斯干拿淘汰出局。及後由於瑞典超級足球聯賽的成立，錦標賽停辦，而瑞典錦標將頒給1924/25球季，亦即首屆的瑞超冠軍。
1920年，瑞典足球總會邀請瑞典足球會競逐官方的全國賽事。馬模獲邀參與瑞典南部乙組大賽（Division 2 Sydsvenska Serien）。他們在首屆奪得冠軍，並升班至瑞典西部大賽（Svenska Serien Västra）。但一個球季後，他們便降班，並在乙組南聯賽浮沉了近十年，直至他們在1931年得到升班瑞超的資格。

### 首屆瑞超及早期成功

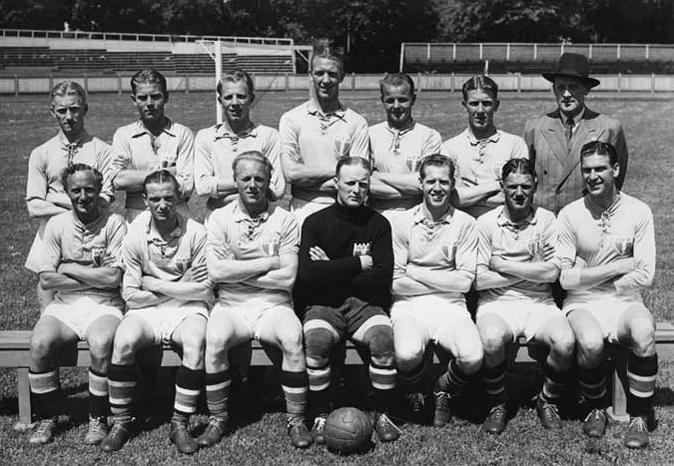
1943–44的馬模隊。

球會連續兩季處於中遊位置，但在1934年因違反業餘守則而被罰降班，因為球會在每場比賽都會支付球員一筆小數目的金額，但這在當時是很普遍的，馬模是唯一展示會計紀錄的球會。除了被罰降班之外，球會亦的整個董事局及26名球員亦遭判罰停賽。根據馬模和本地報章的版本，當時同市宿敵IFK馬模向瑞典足總舉報他們，導致他們被罰。這一說法令兩支球會建立歷經多年的緊張關係。
球會在次級聯賽打滾兩季後，終在1937年重返瑞超。而自1929年擔任球會秘書的艾歷·柏臣（Eric Persson）亦於同年被選為主席，他一直擔任雄踞主席之位直至1974年。球會領導人和球迷均視柏臣為球會歷史上最重要的人物，因為他在1970年代將球會職業化。在他的帶領下，球會由1937年的無冠變成1974年的十項本地賽事冠軍得主。1939年，球會在聯賽創下歷史新高，奪得第三名，低於冠軍艾夫斯堡9分。馬模的在1944年奪得首項冠軍，他們在球季的尾二輪對AIK蘇納的賽事中，在36,000名球迷見證下封王。而他們的謝幕戰亦以7:0大炒咸史達斯。
在之後的九個球季，馬模都能打入聯賽三甲。球會先後贏得1949年、1950年、1951年及1953年的聯賽冠軍，以及1946年、1948年和1952年奪得季軍。球會亦在1944年、1946年、1947年、1951年和1953年贏得瑞典盃冠軍。在1949年5月6日至1951年6月1日期間，球會錄得49場不敗紀錄，兼且取得23連勝。

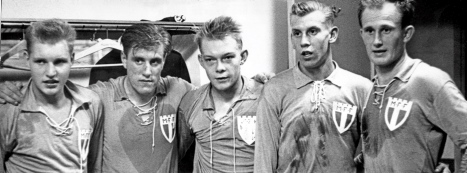
Young players in the 1960s

球會在1956年和1957年再成為聯賽亞軍。在翌年他們離開馬模IP，搬至為1958年世界盃足球賽而興建的馬模球場，這個球場在之後的50年都是馬模的主場。1964年，馬模邀得西班牙籍領隊安東尼奧·杜蘭（Antonio Durán），這是球會邁向成功的一系列改革之首部曲。年輕的天才球員例如拿斯·格蘭士唐（Lars Granström）和布·拉松（Bo Larsson）在1960年代初冒起，後來更成為球隊在1970年代皇朝的重臣。球會在1964年聯賽只得亞軍，但卻在1956年贏得他們第六座瑞典錦標，為球隊攻入28球的保·拿臣更成為聯賽神射手。在1966年稍稍倒退後，馬模在1967年再次成為瑞超盟主。球會的年青球員以及從在1967年斯堪尼的球會引入的一班新星，成為球隊長期雄霸瑞超三甲的基石。

### 輝煌的1970年代、1979年歐冠盃及1980、1990年代
在1960年代末再奪兩屆亞軍之後，馬模在1970年展開他們的皇朝。球會先後贏得1970年、1971年、1974年、1975年和1977年的瑞超以及1976年和1978年瑞典盃冠軍。球會因贏得1977年聯賽冠軍而獲得1978/79球季歐洲冠軍球會盃參賽資格，他們接連淘汰摩納哥、基輔戴拿模、華沙克拉科夫及奧地利維也納而殺入決賽，在慕尼黑的奧林匹克球場與諾定咸森林決戰。惜森林憑杜利華·法蘭西斯一箭定江山，馬模以0:1僅敗，但這已是球會歷史上的最佳歐洲賽戰績。球會同年獲頒發瑞典日報金牌（Svenska Dagbladet Gold Medal），以表揚他們獲得年度瑞典體育的最高成就。

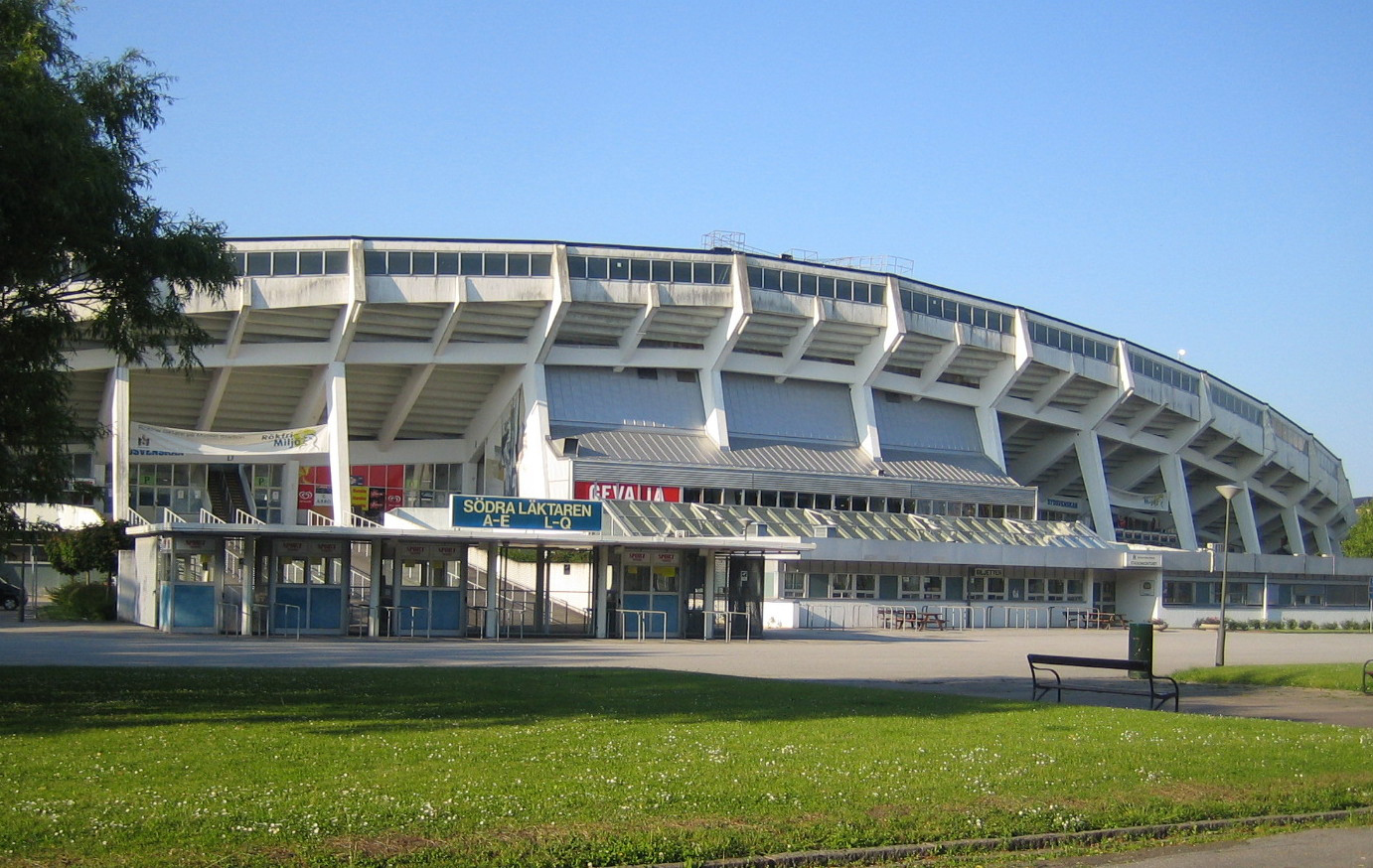
馬模球場是球隊在1958年至2008年的主場球場。

馬模在1970年取得如此成功，在1974年至1980年擔任球會領隊的英籍教頭卜·侯頓（Bob Houghton）何為居功至偉，他為球隊引入全新戰術和訓練方法。1974年，漢斯·卡華利-比約文（Hans Cavalli-Björkman）接替柏臣成為球會新主席。球隊在1980年代初期先後由基夫·布隆特（Keith Blunt）和托特·基普（Tord Grip）帶領，於1985年由鶴臣接任。他帶領球會在1986年和1988年兩奪瑞典錦標，球隊更在1985年至1989年在瑞超五連霸。當時，瑞典錦標是由在常規賽表現最佳的數支球會所爭奪，這安排由1982年開始，直至1992年才取消。球會在1986年至1989年連續四年獲得季後賽決賽資格，但只能兩度奪標。除此之外，球隊亦贏得1984年、1986年和1989年的瑞典盃冠軍。
除了在1996年獲得亞軍之外，球隊在整個1990年代表現大倒退，十年來一項錦標亦未贏過，更在1999年降班收場。同年，賓特·麥臣（Bengt Madsen）繼任球會主席，而前球員哈塞·博里（Hasse Borg）則成為球隊的體育總監。在人事調整加上新星伊巴謙莫域的冒起，終令球會於2001年重返瑞超。伊巴謙莫域嶄露頭角並成為球會升班的主要功臣之一。同年，他被賣至阿積士，及後更轉戰意甲和加盟西甲班霸巴塞隆拿，以及效力的法甲球會巴黎聖日耳門 和英超的 曼聯，現時效力美職聯的 洛杉磯銀河隊。

### 2000年代至今

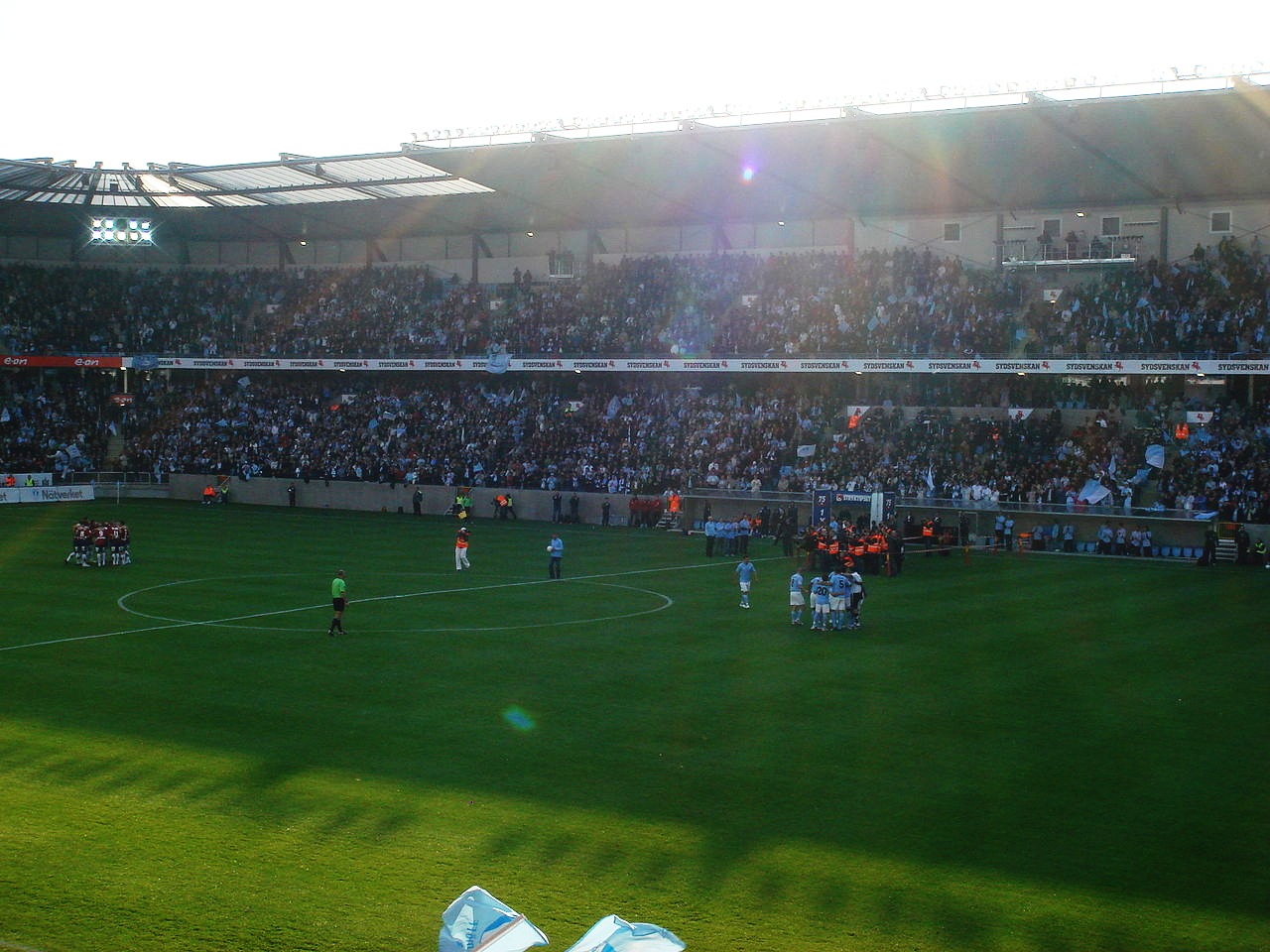
瑞典銀行球場開幕戰。

自重返瑞超後，球會在2000年代初期亦開始復興，在湯·柏拉赫（Tom Prahl）的領導下，球會連續三季打入前三。2004年，他們贏得瑞超冠軍，亦是第15次獲得瑞典錦標。2005年，球會殺入歐洲聯賽冠軍盃的外圍賽最後一圈，但被杜安淘汰出局。通過引入贊助商及出售球員取得成功後，馬模成為全瑞典最富有球會，並保持至今。2009年，球會從馬模球場搬至隔壁的瑞典銀行球場，新球場只為舉行足球比賽而興建。
2009年，麥臣宣布退位，其位置由赫根·積臣（Håkan Jeppsson）於翌年接任.。
2010年，球會因應成立一百周年而在季初舉行一連串的慶祝活動。在100周年紀念的正日，瑞典足球雜誌《越位》（Offside）表示馬模是瑞典歷史上的最佳球會。該季他們亦取得成功，第19度贏得瑞超冠軍，以及第16次贏得瑞典錦標。與2004年不同的是，今季他們的成功並未有大量引入球員，他們只以年輕球員為骨幹 。
2013年10月，馬模第17次贏得瑞典錦標兼提早一輪在瑞超封王，第20次贏得聯賽冠軍。這季他們亦是以年輕球員為主，平均年齡僅得23.8歲，成為21世紀的最年輕的冠軍球隊.。馬模在隨後一年在接連在外圍賽擊敗雲特史比斯、布拉格斯巴達及薩爾斯堡紅牛而取得2014/15球季歐聯分組賽，這是自2000/01球季起首次有瑞典球會打入歐聯正賽，並且是球隊自1992/93球季歐冠盃改制成歐聯後首次打入正賽。一個月後球隊亦蟬聯聯賽冠軍，第18度贏得瑞典錦標及第21度捧走瑞典冠軍寶座。這亦是球會自2003年球季後首次衛冕聯賽成功。
馬模在瑞典足球界傲視群雄，截至2014年球季，球會是瑞典歷史總積分榜的榜首。他們亦是瑞超及瑞典盃冠軍紀錄保持者，並於哥登堡並列瑞典錦標獲得次數最多的球隊。

## 顏色及會徽
球會的暱稱為Di blåe（藍軍）或Himmelsblått（天空藍），源於球會的顏色天空藍和白色。球隊主場穿著天藍色球衣、白色褲和天藍色襪。作客則穿上紅白間條球衣、黑色褲和紅色襪。另一種後補球衣是在1950年代用作歐洲賽而引入的全白色球衣，並在2011年和2012年重用，而全黑色帶上天藍和金色邊和字的球衣則於2005年和2013年徵戰歐洲賽時使用。
球會顏色並非一直使用天藍色。球會前身體育隊穿上藍白間條衫和白色襪，此球衣在馬模於1910年成立後的首半年仍然保留使用。球來則改為紅白間條衫和黑色襪以象徵馬模是新球會，以因歷史原因，現時使用的作客球衣亦與之非常相似。現時的主場天籃球衣於1920年首創。自2010年起，一個小斯堪尼旗印在球衣的背面稍低於頸部的位置。
馬模的會徽由一個盾牌和兩旁的天藍色直立區域，以及在中間的白色直立區域。在盾牌的底下以天藍色字體印有「Malmö FF」，文字的下方是一顆天藍色的星星。在盾牌的上方是一塊白色的橫置區域。球會簡稱「MFF」以天藍色字體印在區域內。盾牌的頂部是五支塔狀白色延伸物。現時的盾牌徽章於1940年代首次於球衣上印製使用。在此之前亦曾有其他徽章，但未曾在球衣上使用。首個徽章是黑色和白色，第二個徽章是紅色和白色，即球會當時的主色，在1910年至1920年使用。
現時徽章上加了兩顆星星。這只會在球員版的球衣才會使用。每顆星象徵球會贏得十次本土錦標。在原版的盾牌印有球會全名，以及藍色星星印在盾牌之下亦已取消，但後來被球會主席艾歷·柏臣在外訪時發現人們難以從觀看會徽辨認球會是來自哪個城市。在2010年球會的100周年紀念，盾牌的兩方在盾牌後的天藍色絲帶加上了「1910年」和「2010年」之年份。
|                      |
| 1910年球季的主場球衣 |

|                          |
| 1910年至1920年的主場球衣 |

|                      |
| 1920年至今的主場球衣 |

## 支持者及主要對手

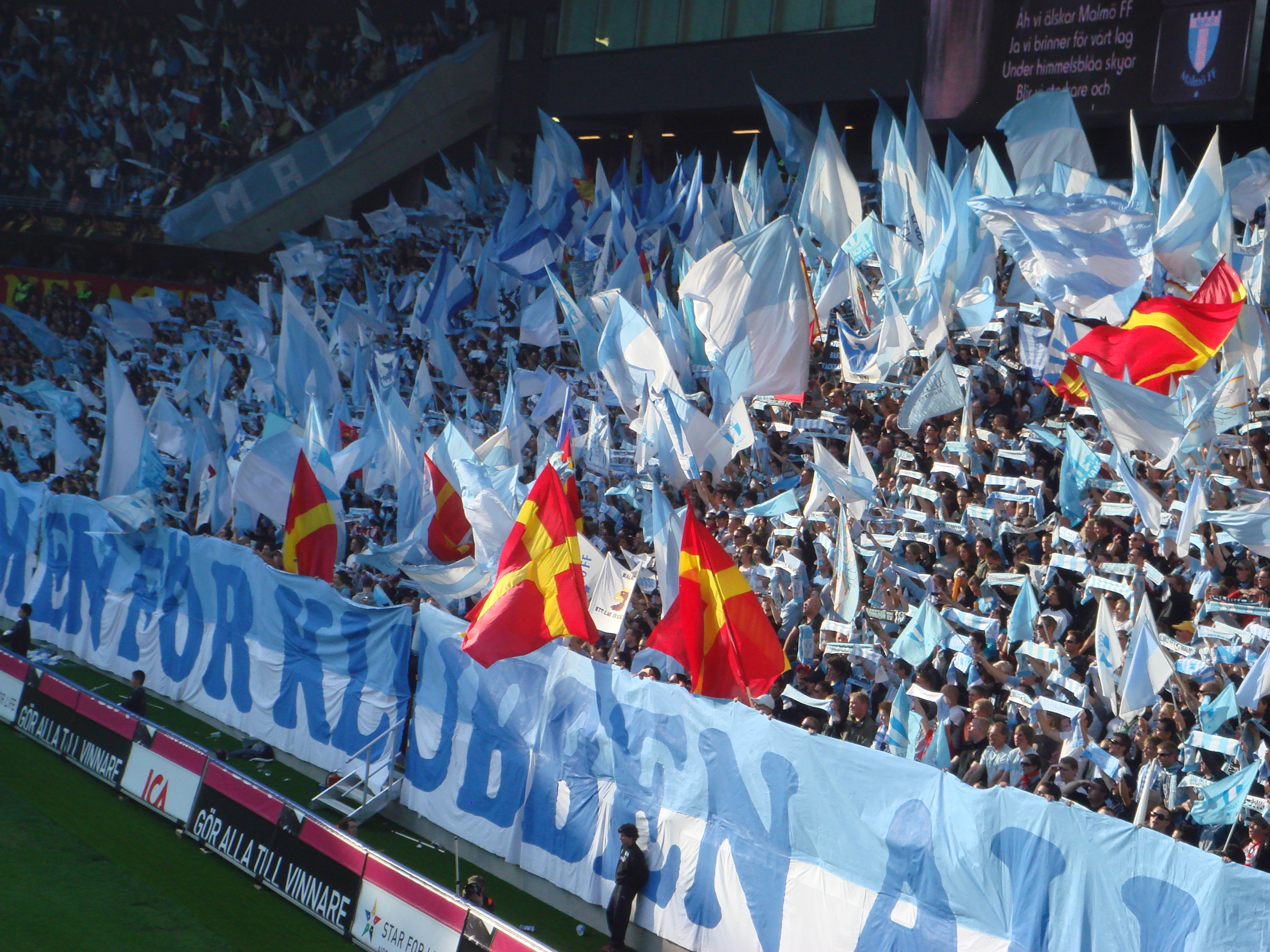
在主場的球迷。紅色和黃色旗是斯諶尼旗。

馬模以龐大的本地球迷而著稱。球會有數支球迷會，最大的一支是官方的MFF球迷會（MFF Support），於1992年成立。MFF球迷會自稱「完美及非政治組織，致力於打擊暴力及種族歧視。」現時MFF球迷會的主席為麥納斯·艾歷臣（Magnus Ericsson）。
此外，亦有數支獨立的球迷會支持他們。當中最著名的是Supras馬模（Supras Malmö），在2003年有一班小型激進份子及熱心球迷組成。名字「Supras」是由支持者（supporters）及激進者（ultras）組成，後者是一班受到地中海的球迷文化所啟發的球迷。Supras馬模是瑞典銀行球場的主球迷看台中最顯眼的一群，他們舉起橫額、旗和編舞而令人注目。另一群有差不多目標的球迷會Rex Scania。而MFF Tifosi 96是由一班在特別場合和重要比賽製造大型橫幅的球迷網絡。球會在2014年球季的平均入座率為14,090人，是全瑞超第二高，僅次於AIK蘇納。
由於地理位置接近，球會與同處斯諶尼的特利堡和蘭斯干拿存在輕微的敵對關係。球會主要對手是希爾星堡、哥登堡和IFK馬模。球會於希爾星堡的宿怨始於1930年馬模剛升班瑞超之時，最初的原因是地理因素，兩支球隊都是來自南瑞典斯諶尼。與哥登堡的敵對關係建立，是因為兩支球會都是歷屆瑞典表現最突出的球隊，他們因錦標爭奪而產生敵對關係。哥登堡曾經兩次殺入歐洲盃賽決賽，哥登堡在1982年及1987年的歐洲足協盃殺入決賽，而馬模則在1979年的歐冠盃殺入決賽。
馬模與IFK馬模的對立源於歷史及地理因素。兩支球會來自相同城市，並且在20世紀初使用同一個球場。IFK馬模被指在1933年因揭穿馬模違反瑞典足總的業餘足球規則而導致兩支球會勢成水火。自1962年，IFK馬模未有再在瑞超作賽，兩者亦極少在賽場上碰頭了。

## 球會榮譽
- 瑞典足球超級聯賽：
  - 冠軍 (26)：1943–44, 1948–49, 1949–50, 1950–51, 1952–53, 1965, 1967, 1970, 1971, 1974, 1975, 1977, 1985, 1986, 1987, 1988, 1989, 2004, 2010, 2013, 2014, 2016, 2017, 2020, 2021, 2023
  - 亞軍 (15)：1945–1946, 1947–48, 1951–52, 1955–56, 1956–57, 1964, 1968, 1969, 1976, 1978, 1980, 1983, 1996, 2002, 2019

- 瑞典足球超級聯賽季後賽：
  - 冠軍 (2)：1986, 1988
  - 亞軍 (2)：1987, 1989

- 瑞典盃：
  - 冠軍 (16)：1944, 1946, 1947, 1951, 1953, 1967, 1972–73, 1973–74, 1974–75, 1977–78, 1979–80, 1983–84, 1985–86, 1988–89, 2021–22, 2023–24
  - 亞軍 (6)：1945, 1970–71, 1995–96, 2015–16, 2017–18, 2019–20

- 歐洲聯賽冠軍盃：
  - 亞軍 (1)：1978–79

## 外部連結
- Malmö FF （页面存档备份，存于） - 官方網站
- MFF Support （页面存档备份，存于） - 官方球迷會網站
- Himmelriket （页面存档备份，存于） - 球迷網站
- Malmø Ultras - 足球流氓(ultras)網站
- Supras Malmö （页面存档备份，存于） - 足球流氓(ultras)網站